# Піщане (Єврейська автономна область)
Піщане (рос. Песчаное) — село у Смідовицькому районі Єврейської автономної області Російської Федерації.
Орган місцевого самоврядування — Смідовицьке міське поселення. Населення становить 1088 осіб (2010).

## Історія
Згідно із законом від 26 листопада 2003 року органом місцевого самоврядування є Смідовицьке міське поселення.

## Населення
| 2002 | 2010  |
| ---- | ----- |
| 1076 | ↗1088 |